# Blackburn Skua

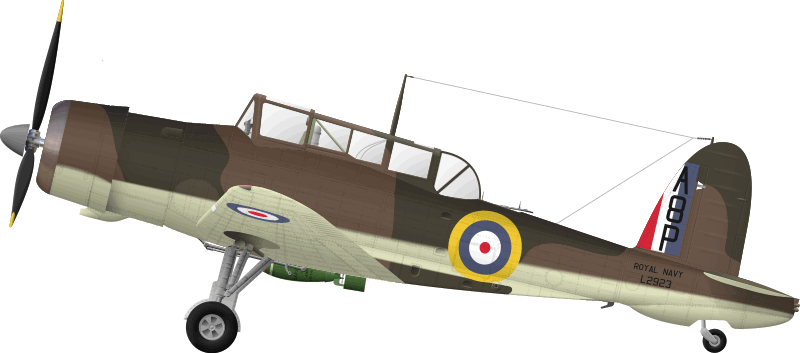
Skua L2923, Red-1 van het 803 Marine Air Squadron

De Blackburn B-24 Skua is een Brits gevechtsvliegtuig ontworpen en gebouwd door Blackburn in Brough Aerodrome. Het toestel werd geconstrueerd voor vliegdekschepen voor de Britse Fleet Air Arm, die voor die taak werden samengesteld als duikbommenwerper en gevechtsvliegtuig. De Skua werd ontworpen in de loop van de jaren 1930 en verscheen in het begin van de Tweede Wereldoorlog. Het had zijn naam te danken aan de zeevogel.

## Ontwerp en ontwikkeling
De Skua werd ontworpen voor de Britse Luchtmacht volgens specificatie O.27/34. Het toestel was geheel van duraluminium, met een intrekbaar onderstel en gesloten cockpit. Het was de eerste eendekker van de Fleet Air Arm die tot dan toe was uitgerust met dubbeldekkers met een open cockpit, zoals de Fairey Swordfish.
De prestaties van deze gevechtsvliegtuigen in hun functie, werden gehinderd door gebrek aan motorvermogen, wat resulteerde in een relatief lage snelheid tegenover de Duitse vliegtuigtypes zoals de Messerschmitt Bf 109 die 290 km/h op zeeniveau haalde, terwijl de Skua's 'maar' 225 km/h haalden. Maar het vliegtuig had vier vaste 0,303-inch Browning-mitrailleurs in de vleugels en één naar achter vurend Vickers K-machinegeweer die doeltreffend waren voor die tijd. Voor haar taak in duikbombardementen, werd een 250 of 500 kg-bom op een speciale bomkruk bevestigd onder de romp, die omlaag wegdraaide, waardoor de gedropte bom niet tegen de propeller kon vallen tijdens de duikvlucht. Vier 40 kg-bommen of acht 20 kg-Cooper-bommen konden ook vervoerd worden in rekken onder elke vleugel. Zij hadden grote Zap-type luchtremmen die hielpen afremmen tijdens duikbombardementen en bij deklandingen op vliegdekschepen.

## Operationele geschiedenis
Skua's werden ook voor het eerst verdienstelijk met de eerste "doden" door Britse vliegtuigen tijdens de Tweede Wereldoorlog: een Dornier Do 18-watervliegtuig werd neergehaald boven de Noordzee op 26 september 1939, door drie Skua's van het 803ste Marine Air Squadron, die opgestegen waren vanaf het vliegdekschip HMS Ark Royal. Op 10 april 1940 vertrokken 16 Skua's vanuit de luchtmachtbasis RNAS Hatston, Orkney-eilanden, onder bevel van luitenant-vlieger-commandant William Lucy, voor een raid op Bergen, Noorwegen. Daar brachten ze de lichte kruiser Königsberg tot zinken tijdens de Duitse invasie van Noorwegen. Dit was het eerste grote oorlogsschip dat ooit werd tot zinken gebracht door duikbommenwerpers en de eerste gelegenheid waarbij een groot oorlogsschip ooit tot zinken werd gebracht door een luchtaanval. Commander Lucy werd later een luchtheld met deze Skua-gevechtsvliegtuigen. De twee Skua-eskaders leden echter zware verliezen tijdens een poging om het Duitse slagschip Scharnhorst te bombarderen die op 13 juni 1940 in Trondheim lag. Toen 15 Britse Skua's het Duitse slagschip aanvielen, werden er acht neergehaald door het hevige scheepsgeschutvuur waarvan de bemanning gedood werd of gevangengenomen. Beide eskadercommandanten, Comm. Kpt. R. T. Partridge (RM) en Lt. Comm. John Casson (RN) waren daarbij betrokken. Deze laatste moest een noodlanding maken in een fjord.
Hoewel het er redelijk aan toe ging tegen de Axis-bommenwerpers boven Noorwegen en in de Middellandse Zee, leden de Skua's daarentegen zware verliezen wanneer ze geconfronteerd werden met modernere uitgeruste gevechtsvliegtuigen van de tegenstanders - met name de Messerschmitt Bf 109 - en werden daarom teruggehaald uit de frontlinie in 1941. Het vliegtuig werd grotendeels vervangen door een ander tweezitter, de Fairey Fulmar. Die overtroffen de Skua's met hun dubbele voorwaartse bewapening en hadden ook het voordeel met een hogere snelheid van ca. 50 km/h. Een aantal Skua's werden omgebouwd voor het slepen van schietdoelen, of werden reeds in de fabriek als dusdanig afgewerkt. Andere werden gebruikt als geavanceerde opleidingstoestellen voor de Fleet Air Arm. De laatste Skua werd in maart 1945 uit dienst gesteld wegens te hoge kosten en verouderd zijn.
De Blackburn Rocs waren zeer vergelijkbare vliegtuigen die ontworpen waren als een "torentje-gevechtsvliegtuig" met al zijn wapens in een geschutstorentje. De Roc-vliegtuigen werd genoodzaakt om samen met de Skua's te dienen. De Rocs waren verbonden met Skua-eskaders ter bescherming van de vlootankerplaatsen bij Scapa Flow in het begin van 1940, kort nadat HMS Glorious en HMS Ark Royal arriveerden van de Noorse campagne en ook in het Engels Kanaal, tijdens Operatie Dynamo, de evacuatie van de geallieerde troepen uit Duinkerken, Frankrijk.

## Varianten
- Skua Mk.I - 2 prototypes werden aangedreven door een Bristol Mercury-motor, met onderscheid van vermogen had dit type een gestroomlijnde motorkap over de Mercury-motor met getapte kleppen. Het eerste prototype, K5178, had een veel kortere neus, terwijl het tweede prototype, K5179, een verlengde neus had die een verbeterde stabiliteit aan het toestel gaf.
- Skua Mk.II - Waren productievliegtuigen die werden aangedreven door Bristol Perseus-schuifkleppen-motoren. De K5179 had een lange neus, maar met een kortere gladde motorkap. De gevechtsvliegtuigen en duikbommenwerpers van de Royal Navy hadden twee zitplaatsen. Er werden 190 stuks ervan gebouwd door Blackburn in Brough Aerodrome.

## Herstel van de Skua L2896
In april 2007 werd de enige bekende en bijna complete Blackburn Skua ontdekt in de fjord van Orkdal, Noorwegen, op 242 meter diepte. John Casson, leider van het 803 Squadron, die met de Skua vloog, werd door een motorstoring genoodzaakt tot het maken van een noodlanding in de fjord. Beide bemanningsleden overleefden de noodlanding, maar werden echter voor vijf jaar krijgsgevangen genomen door de Duitsers. Ondanks inspanningen om het vliegtuig zo voorzichtig mogelijk naar de oppervlakte te brengen, brak echter de staart af. De motor was losgekomen door de oorspronkelijke crashlanding. De romp, vleugels en cockpit konden geborgen worden. De Skua L2896 zal worden hersteld in het Noorse Luchtvaartmuseum in Bodø.

## Operaties en eenheden
Verenigd Koninkrijk
- Fleet Air Arm

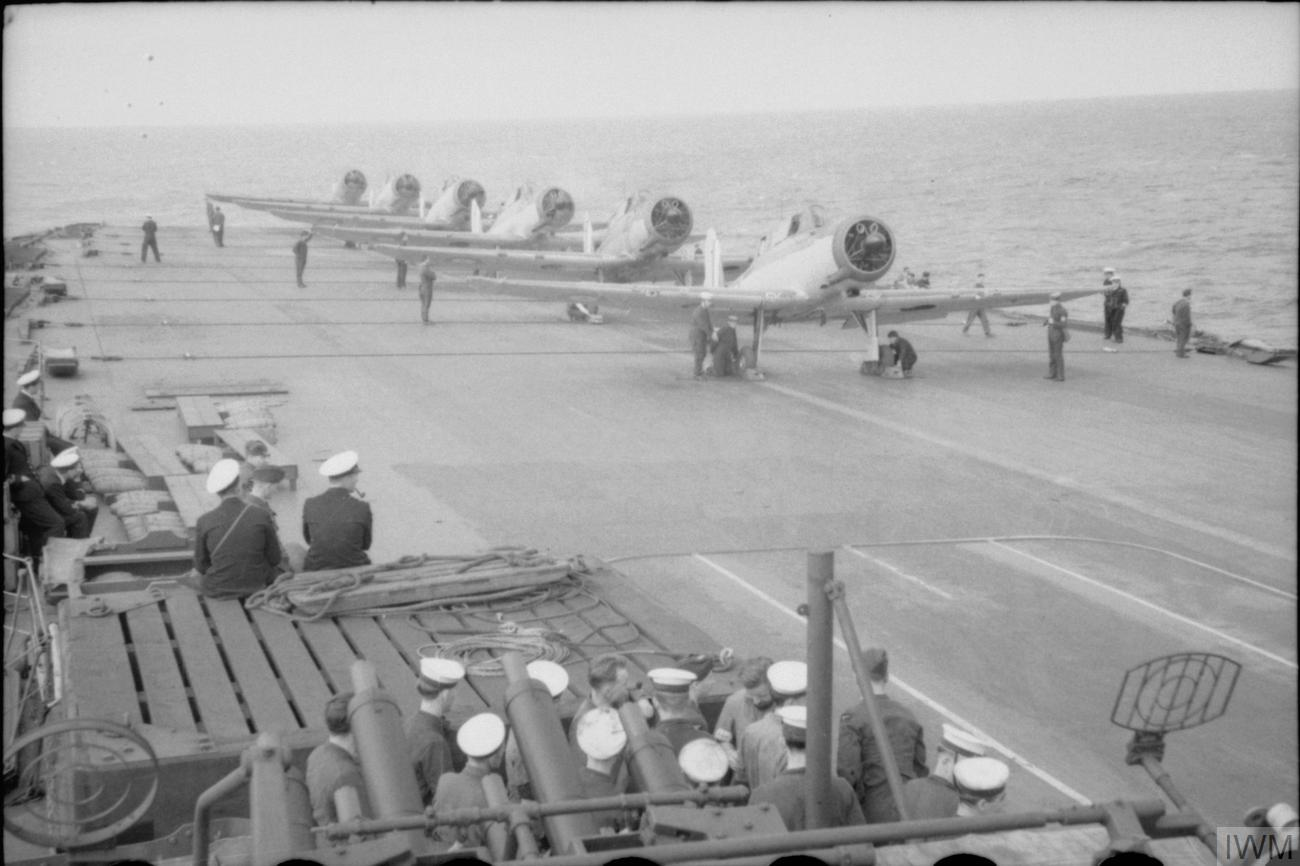
Skua's van het 800e Marine Air Squadron op het vliegdek van HMS Ark Royal

- 755 Naval Air Squadron - 757 Naval Air Squadron - 758 Naval Air Squadron - 759 Naval Air Squadron - 760 Naval Air Squadron - 767 Naval Air Squadron - 769 Naval Air Squadron - 770 Naval Air Squadron - 771 Naval Air Squadron - 772 Naval Air Squadron - 774 Naval Air Squadron - 776 Naval Air Squadron - 778 Naval Air Squadron - 779 Naval Air Squadron - 780 Naval Air Squadron - 782 Naval Air Squadron - 787 Naval Air Squadron - 788 Naval Air Squadron - 789 Naval Air Squadron - 791 Naval Air Squadron - 792 Naval Air Squadron - 794 Naval Air Squadron - 797 Naval Air Squadron - 800 Naval Air Squadron - 801 Naval Air Squadron - 803 Naval Air Squadron - 806 Naval Air Squadron
- Royal Air Force
  - RAF Anti-Aircraft Co-operation Eenheden

## Specificatie (Skua Mk. II)

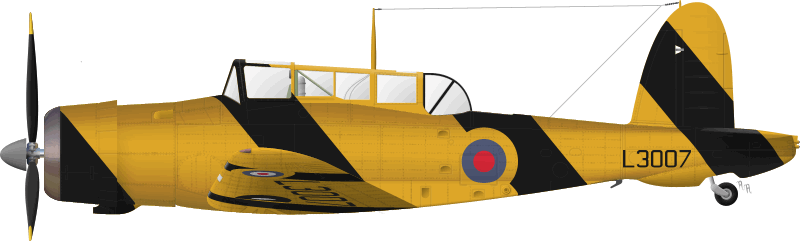
Blackburn Skua L3007 in doelgroep markeringskleur, 1941

### Algemene kenmerken
- Bemanning: 2 man (piloot + navigator/schutter)
- Lengte: 10,80 m
- Spanwijdte: 14,10 m
- Hoogte: 12 ft 1 inch (3.68 m)
- Omtrek: 28,8 m²
- Leeg gewicht: 2.782 kg
- Beladen gewicht: 3.614 kg
- Motor: Bristol Perseus XII radiaalmotor
- Aantal propellers: 1 driebladige schroef
- Vermogen: 890 pk (664 kW)
- Snelheid: 225 km/h
- Max. snelheid: 195 knopen (223 mph, 359 km/h) op 10.000 voet (3.050 m)
- Reikwijdte: 704 zeemijl (810 mijl - 1.304 km)
- Plafondhoogte: 18.000 ft (5.500 m)
- Klimvermogen: 1.500 ft/min (7,60 m/s)
- Vleugelbelading: 125 kg/m²
- Lading: 128 kg/m²
- Vermogen: 0,11 pk/lb (180 W/kg)
- Bewapening: 4 × 0,303 in (7,7 mm) Browning mitrailleurs in de vleugels + 1 x M1919 Browningmachinegeweer - 0,303 in (7,7 mm) Lewis geschut of Vickers K machinegeweer (draaibaar wapen in achtercockpit)
- Bommen = 1 × 500 lb (230 kg) bom of 1 × 250 lb (115 kg) bom en 4 × 40 kg bommen of 8 × 20 kg bommen